# Quaint Spots in Cairo, Egypt
Quaint Spots in Cairo, Egypt è un cortometraggio muto del 1913. Non si conosce il nome del regista del film, un documentario della Edison girato al Cairo.

## Produzione
Il film fu prodotto dalla Edison Company.

## Distribuzione
Distribuito dalla General Film Company, il film - un cortometraggio di 120 metri - uscì nelle sale cinematografiche degli Stati Uniti il 27 agosto 1913. Nelle proiezioni, veniva programmato con il sistema dello split reel, accorpato in un'unica bobina con un altro cortometraggio prodotto dalla Edison, la commedia Zeb's Musical Career.